# مقاطعة ماكونتوش (أوكلاهوما)
مقاطعة ماكونتوش (بالإنجليزية: McIntosh County)‏ هي إحدى مقاطعات ولاية أوكلاهوما في الولايات المتحدة الأمريكية.

## أعلام
- جيم إيدي